# Diocesi di Tehuantepec
La diocesi di Tehuantepec (in latino Dioecesis Tehuantepecensis) è una sede della Chiesa cattolica in Messico suffraganea dell'arcidiocesi di Antequera. Nel 2022 contava 665.000 battezzati su 798.000 abitanti. È retta dal vescovo Crispín Ojeda Márquez.

## Territorio
La diocesi comprende parte dello stato messicano di Oaxaca.
Sede vescovile è la città di Santo Domingo Tehuantepec, dove si trova la cattedrale di San Domenico.
Il territorio si estende su una superficie di 25.000 km² ed è suddiviso in 46 parrocchie, raggruppate in 7 decanati.

## Storia
La diocesi è stata eretta il 23 giugno 1891 con la bolla Illud in primis di papa Leone XIII, ricavandone il territorio dalla diocesi di Veracruz o Jalapa (oggi arcidiocesi di Jalapa) e dall'arcidiocesi di Antequera, di cui era originariamente suffraganea. Il 17 febbraio 1897 in forza del decreto Sanctissimo Domino della Sacra Congregazione Concistoriale si ampliò con un'altra porzione di territorio sottratta all'arcidiocesi di Antequera.
Il 29 giugno 1951 entrò a far parte della provincia ecclesiastica dell'arcidiocesi di Veracruz (oggi arcidiocesi di Jalapa).
Il 23 maggio 1959 ha ceduto una porzione del suo territorio a vantaggio dell'erezione della diocesi di San Andrés Tuxtla.
Il 13 febbraio 1960 è diventata nuovamente suffraganea dell'arcidiocesi di Antequera in forza della bolla Christi exemplum di papa Giovanni XXIII.
Il 21 dicembre 1964 ha ceduto altre porzioni del suo territorio a vantaggio dell'erezione della prelatura territoriale di Mixes.

## Cronotassi dei vescovi
Si omettono i periodi di sede vacante non superiori ai 2 anni o non storicamente accertati.
- José Mora y del Rio † (19 gennaio 1893 - 23 novembre 1901 nominato vescovo di Tulancingo)
- Carlos de Jesús Mejía y Laguana, C.M. † (13 ottobre 1902 - 2 settembre 1907 dimesso[3])
- Ignacio Placencia y Moreira † (21 settembre 1907 - 27 ottobre 1922 nominato arcivescovo, titolo personale, di Zacatecas)
- Jenaro Méndez del Río † (16 marzo 1923 - 17 marzo 1933 nominato vescovo di Huajuapan de León)
- Jesús Villareal y Fierro † (12 settembre 1933 - 23 maggio 1959 nominato vescovo di San Andrés Tuxtla)
- José de Jesús Clemens Alba Palacios † (8 agosto 1959 - 6 settembre 1970 nominato vescovo ausiliare di Antequera[4])
- Arturo Lona Reyes † (4 maggio 1971 - 25 novembre 2000 ritirato)
- Felipe Padilla Cardona (25 novembre 2000 - 1º ottobre 2009 nominato vescovo di Ciudad Obregón)
- Óscar Armando Campos Contreras (2 febbraio 2010 - 25 settembre 2017 nominato vescovo di Ciudad Guzmán)
- Crispín Ojeda Márquez, dal 27 luglio 2018

## Statistiche
La diocesi nel 2022 su una popolazione di 798.000 persone contava 665.000 battezzati, corrispondenti all'83,3% del totale.
| anno | popolazione | popolazione | popolazione | presbiteri | presbiteri | presbiteri | presbiteri                | diaconi | religiosi | religiosi | parrocchie |
| anno | battezzati  | totale      | %           | numero     | secolari   | regolari   | battezzati per presbitero | diaconi | uomini    | donne     | parrocchie |
| ---- | ----------- | ----------- | ----------- | ---------- | ---------- | ---------- | ------------------------- | ------- | --------- | --------- | ---------- |
| 1950 | 500.000     | 520.000     | 96,2        | 20         | 20         |            | 25.000                    |         |           | 27        | 32         |
| 1966 | 300.000     | 320.533     | 93,6        | 28         | 18         | 10         | 10.714                    |         | 10        | 85        | 21         |
| 1968 | 245.000     | 255.600     | 95,9        | 33         | 22         | 11         | 7.424                     |         | 11        | 85        | 17         |
| 1976 | 263.500     | 310.000     | 85,0        | 35         | 24         | 11         | 7.528                     | 1       | 13        | 111       | 22         |
| 1980 | 361.000     | 424.000     | 85,1        | 50         | 40         | 10         | 7.220                     |         | 14        | 132       | 28         |
| 1990 | 1.195.000   | 1.406.000   | 85,0        | 46         | 38         | 8          | 25.978                    |         | 12        | 114       | 32         |
| 1999 | 1.124.794   | 1.425.694   | 78,9        | 58         | 50         | 8          | 19.393                    |         | 13        | 107       | 31         |
| 2000 | 1.135.602   | 1.441.502   | 78,8        | 67         | 59         | 8          | 16.949                    |         | 12        | 120       | 33         |
| 2001 | 1.135.602   | 1.441.502   | 78,8        | 75         | 67         | 8          | 15.141                    |         | 12        | 120       | 33         |
| 2002 | 1.145.000   | 1.452.000   | 78,9        | 61         | 53         | 8          | 18.770                    |         | 9         | 122       | 33         |
| 2003 | 1.250.000   | 1.550.000   | 80,6        | 73         | 66         | 7          | 17.123                    |         | 8         | 127       | 35         |
| 2004 | 1.320.000   | 1.625.000   | 81,2        | 76         | 69         | 7          | 17.368                    |         | 8         | 122       | 38         |
| 2010 | 1.355.000   | 1.678.000   | 80,8        | 62         | 55         | 7          | 21.854                    |         | 11        | 78        | 49         |
| 2014 | 1.404.000   | 1.740.000   | 80,7        | 59         | 51         | 8          | 23.796                    |         | 11        | 85        | 47         |
| 2017 | 761.810     | 780.182     | 97,6        | 63         | 50         | 13         | 12.092                    |         | 15        | 85        | 47         |
| 2020 | 654.400     | 786.000     | 83,3        | 65         | 52         | 13         | 10.067                    |         | 13        | 81        | 37         |
| 2022 | 665.000     | 798.000     | 83,3        | 56         | 45         | 11         | 11.875                    |         | 13        | 68        | 46         |